# Pessicart

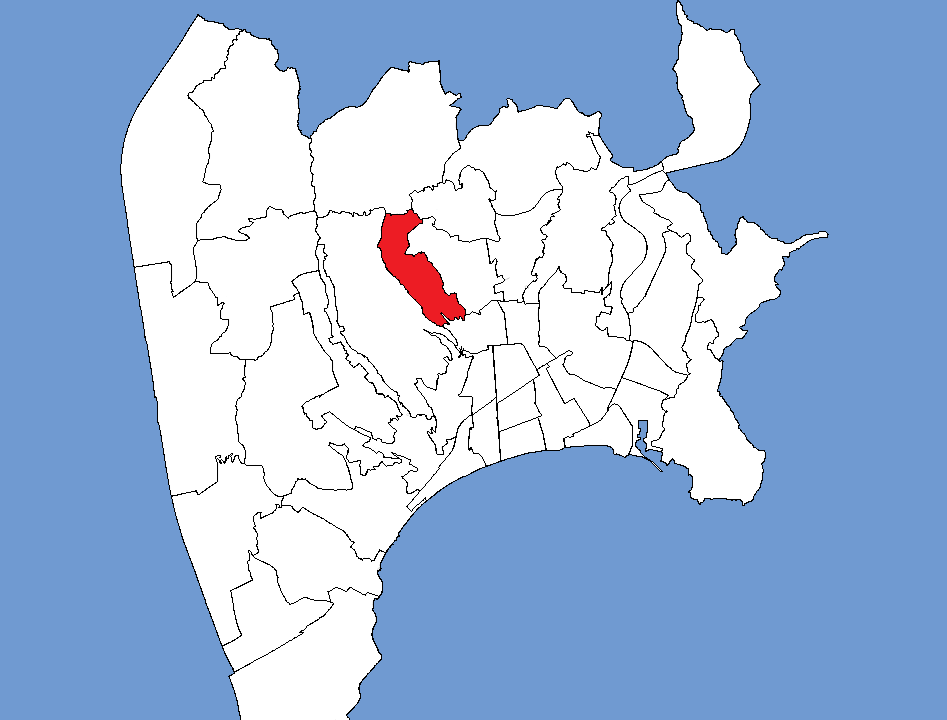
Situation du quartier Pessicart dans la ville de Nice

Dans la commune de Nice du département des Alpes-Maritimes, le vocable de  Pessicart désigne :
- Une colline,
- Une avenue,
- Une route,
- Un petit chemin (voie secondaire de la route),
- Un vieux chemin (voie secondaire de la route).

## Description
L’avenue est la voie qui connaît le plus de trafic. Elle débute du boulevard Gambetta, à la hauteur du passage à niveau, et se prolonge par la longue route de Pessicart jusqu’au quartier rural de Saint Pancrace.
L’appellation toponymique de Pessicart apparaît pour la première fois, bien définie, dans une section du plan cadastral napoléonien de 1812. Cette section décrit un long cours d’eau dans un vallon nommé Pessicart, représentant grosso modo, le tracé de l’actuelle avenue suivie de la route du même nom.
Géographiquement la colline de Pessicart est délimitée à l'est par la plaine alluviale (lit majeur de l'ancien ruisseau de Mantega), et à l'ouest et au sud par le vallon des Sablières qui la sépare de la colline de Saint-Pierre-de-Féric. Au nord, le relief se prolonge sur la colline de Saint-Pancrace.